# El Cueto (Avilés)
El Cueto es una aldea que pertenece a la parroquia de Valliniello en el concejo de Avilés (Principado de Asturias). Se encuentra a 47 m s. n. m. y está situada a 2,90 km de la capital del concejo, Avilés. 

## Población
En 2020 contaba con una población de 56 habitantes (INE 2020) repartidos en 18 viviendas.